# Inula pseudolimonella
Inula pseudolimonella là một loài thực vật có hoa trong họ Cúc. Loài này được (Rech.f.) Rech.f. mô tả khoa học đầu tiên.